# Hilaroleopsis theurgus
Hilaroleopsis theurgus är en skalbaggsart som beskrevs av Martins och Maria Helena M. Galileo 2004. Hilaroleopsis theurgus ingår i släktet Hilaroleopsis och familjen långhorningar.
Artens utbredningsområde är Costa Rica. Inga underarter finns listade i Catalogue of Life.